# 直島町立直島中学校
直島町立直島中学校（なおしまちょうりつ なおしまちゅうがっこう）は、香川県直島町に所在する町立中学校。 

## 歴史
1947年（昭和22年）3月5日、学校教育法の施行に伴い直島村立直島中学校として開校。開校当時は直島小学校に併設されていた。それから7年後の1954年（昭和29年）4月1日には直島村が町制を施行し、校名が直島町立直島中学校に改称された。
また、1970年（昭和45年）に直島町は文教区構想を立て、島の中央に教育施設が集中配置されることになった。その計画によって当校も1979年（昭和54年）4月1日に現在地へ新築移転している。
2023年、直島文教地区はDOCOMOMO JAPAN選定 日本におけるモダン・ムーブメントの建築に認定される。

### 年表
- 1947年（昭和22年）3月5日 - 開校。
- 1954年（昭和29年）4月1日 - 直島町立直島中学校に改称。
- 1959年（昭和34年）3月31日 - 牛ヶ首分校を閉校し本校に統合。

## 教育目標
確かな学力と豊かな表現力をもち、国際社会にたくましく生きる生徒の育成。
生徒像
- 自ら学び、自らを向上させる生徒
- 考え、思いを表現できる生徒
- 忍耐強く自らを律することのできる生徒
- 認め合い、支え合う生徒

## 校区
- 直島町全域

## 部活動

### 運動部
ソフトテニス部
女子バレー部
卓球部
(野球部)
(サッカー部)

### 文化部
美術部
音楽部

## 進学前小学校
- 直島町立直島小学校

## 校区内の主な施設
- 直島町役場
- ベネッセアートサイト直島
- 地中美術館